# マット・ネイブル
マット・ネイブル（Matt Nable、1972年3月8日 - ）は、オーストラリアの男優、元ラグビー選手。

## 出演作品
- リディック: ギャラクシー・バトル Riddick (2013) - ボス・ジョンズ役
- ガンズ&ゴールド Son of a Gun (2014) - スターロ役
- トランスフュージョン Transfusion (2023) - ジョニー役 ※兼脚本・監督